# Вівсяна каша
Вівся́на ка́ша (вівсянка) — каша, що готується з вівсяних пластівців (або вівсяного борошна). Рідка вівсяна каша є однією з традиційних страв Великої Британії, зокрема вважається національною шотландською стравою.

## Історія, культурні традиції споживання вівсяної каші
В англомовних країнах роздавлений овес (вівсяні пластівці) відомий під назвою «протестантський овес» (англ. Quakers oats). Так само називається і каша з пластівців.

### Традиційна шотландська кухня

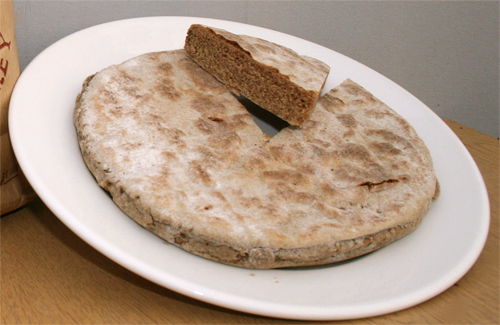
Традиційний вівсяний коржик бенек виготовлений на Оркнейських островах

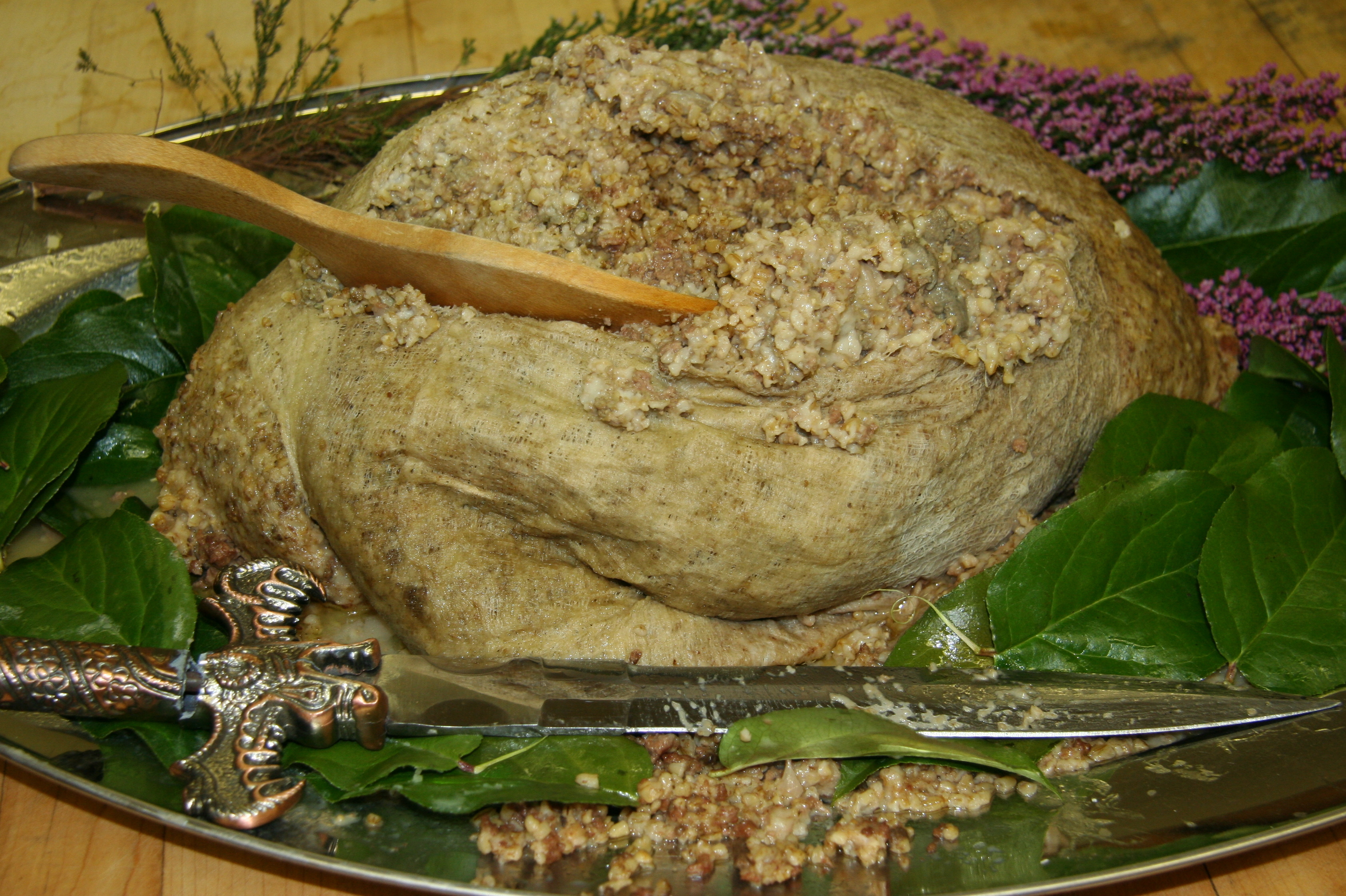
Вівсянка — основний компонент хаггісу — національної шотландської страви з баранячого ліверу.

Вівсянка має довгу історію в шотландській кулінарній традиції, адже суворі кліматичні умови Шотландії більше підходять для вирощування вівса, який має коротший вегетаційний період ніж примхлива пшениця. В результаті овес став основною зерновою культурою в цій країні. Семюел Джонсон у своєму тлумачному словнику англійської мови зневажливо визначав овес як «зерно, яке в Англії зазвичай призначається для коней, а в Шотландії підтримує народ».
В Шотландії вівсянку готували наступним чином: заливали вівсяні зерна підсоленою водою і залишали на ніч, а вранці варили на слабкому вогні протягом декількох хвилин до загустіння. В результаті традиційно вівсянку подають на сніданок. Існує безліч способів приготування порріджа, що передаються з покоління в покоління:
- Традиційна вівсянка (англ. porridge): вівсяні пластівці варять в підсоленій воді доки крупа не стане м'якою. Кашу виливають на підігріту тарілку, додають вершки або молоко і посипають цукром[1] .
- Броз (англ. brose): густа каша зроблена з сирої підсмаженої вівсяної крупи (готується в сухий каструлі на вогні, доки не почне темніти і випускати солодкий, горіховий аромат), потім в неї додають масло або вершки.
- Вівсяні пластівці (англ. rolled oats): сучасний спосіб приготування вівсянки з розкатаних пластівців вівса. Їжа швидкого приготування.
- Вівсяний кисіль (англ. gruel — «кашка», «кашечка») приготовлений на воді або молоці де замість крохмалю використані вівсяні висівки.

Крім того в Шотландії вівсяну крупу використовують при виготовленні випічки — прісних коржиків бенеків (англ. Bannock) і откейків (англ. Oatcake), святкового хаггісу (англ. Haggis), кранахану (англ. Cranachan), різноманітних пудингів та інших національних страв.

### Вермонт, США

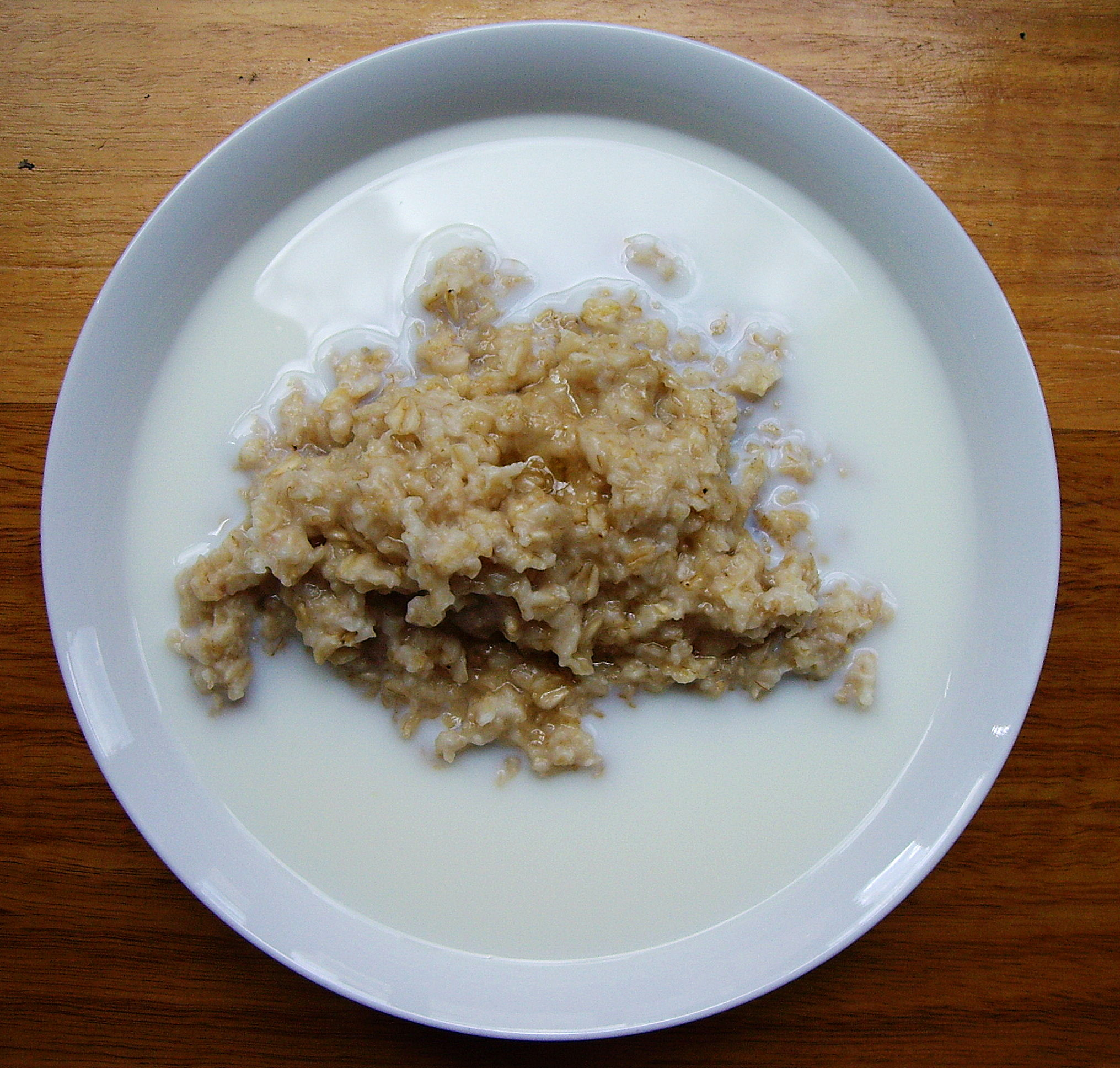
Шведська молочна вівсянка

Американський штат Вермонт займає перше місце в США з виробництва і споживання вівсяної крупи на душу населення. Це обумовлене тим, що у Вермонті вівсянка також має давні традиції споживання — тамтешні перші європейські поселенці походили з Шотландії.
Існують і відмінності у приготуванні «американського» (англ. Granola) і класичного «шотландського» порріджів: вермонтська вівсянка виготовляється з твердих сортів вівса — овес замочують на ніч у підсоленій холодній воді з кленовим сиропом. Вранці перед приготуванням страви додаються мелений мускатний горіх, кориця, а іноді й імбир. Каша готується на малому вогні близько півтори години. Подається з вершками, молоком або маслом.

### Європейська кухня
З часів Середньовіччя до наших днів каша з вівсяних пластівців з водою та/або молоком і родзинками (швед. Havregrynsgröt) — основний традиційний сніданок у Швеції.
Німці й швейцарці готують холодну вівсянку, яка називається (нім. Bircher). Це мюслі з сирого вівса з фруктами та горіхами. Вівсяні пластівці змішують з молоком, медом і спеціями (наприклад, корицею) і залишають в холодильнику на ніч. Вранці у страву додаються горіхи і фрукти.
Вівсяна каша традиційно присутня і в українській кухні. Разом з гречаною, ячневою та пшоняною кашами вона завжди займала почесне місце на українському столі. Коли був неврожай, нею рятувалися: дрібно перетирали висівки та варили з них вівсяний кисіль. Особливо вівсянка стала популярною з початком випуску харчовою промисловістю у 1980-х роках вівсяних пластівців.

## Корисні властивості вівсянки
У зерні вівса міститься крохмаль (53 %), білок (14 %), жири (4-6 %), вітаміни B1, B2, солі, мікро-і макроелементи, а також розчинні рослинні волокна. Останні належать до класу полісахаридів і є природними полімерами — унікальними сорбентами. Зерно майже на 60 % складається з вуглеводів (полісахаридів), які підтримують рівень енергії людського організму без різких коливань, нормалізують рівень цукру в крові. Полісахариди мають триваліший період переробки в організмі, на відміну від моносахаридів та дисахаридів. Крім того вівсяна крупа містить велику кількість харчових волокон, які сприяють зниженню концентрації холестерину в крові, покращують діяльність серця. B1, що міститься у вівсяних зернах, сприяє процесам вивільнення енергії. Вівсянка також містить фосфор, який є необхідним для розвитку і зміцнення кісток і зубів. Вона багата магнієм, який бере участь в процесі виробництва білка і вивільняє енергію з м'язів. У вівсі міститься дуже мало солі, тому дієта на основі вівсяних пластівців і вівса дозволяє уникнути розвитку гіпертонії (високого артеріального тиску).

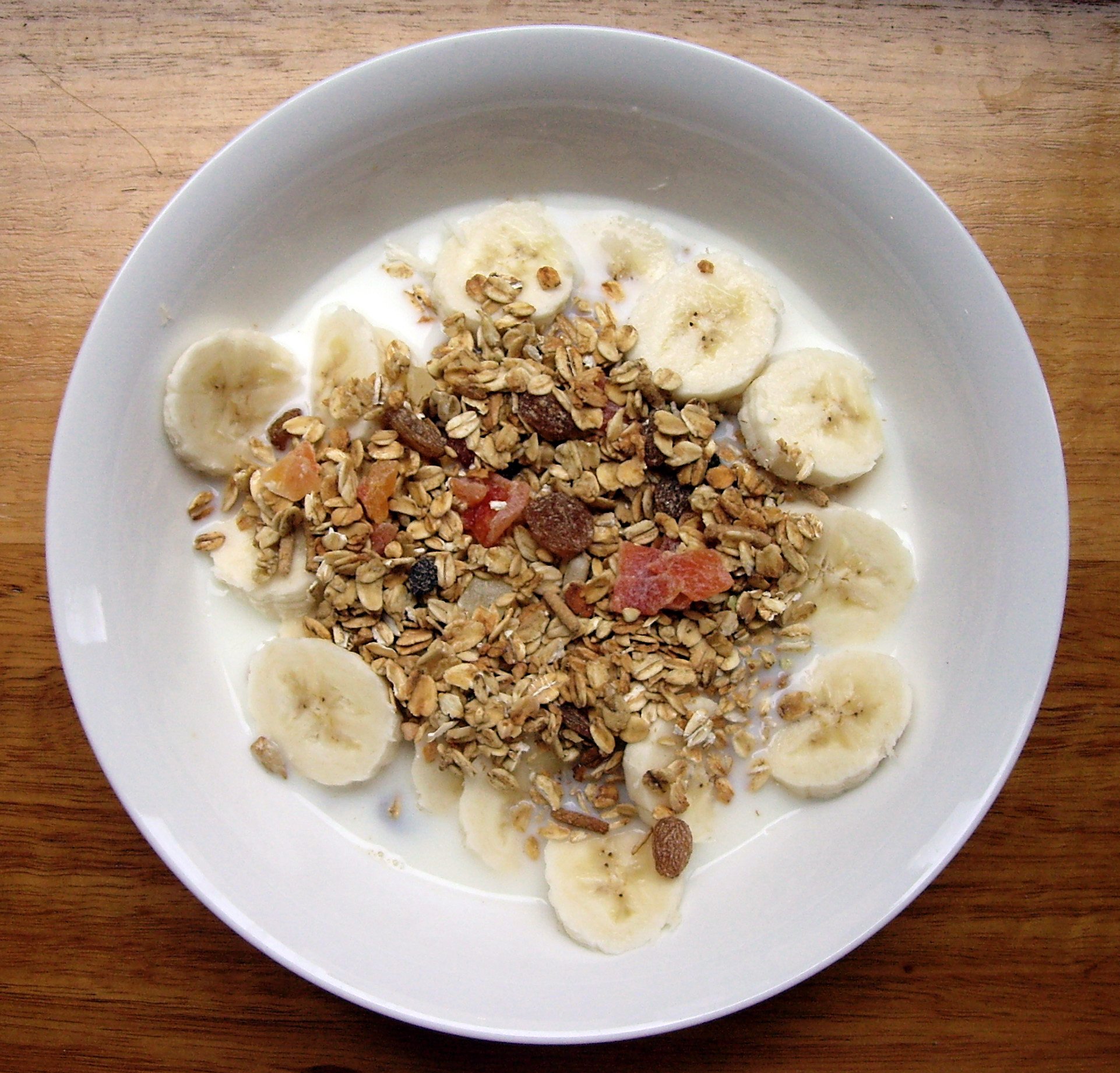
Інгредієнти вівсянки швидкого приготування: мюслі з молоком та бананами

Вівсянка має властивість виводити з організму солі важких металів і токсини: незважаючи на достатньо високу калорійність вівсянки (350 ккал/100г), дієтологи рекомендують усім, хто прагне позбутися зайвих кілограмів, 1-2 рази на тиждень влаштовувати розвантажувальні дні. У ці дні у вашому раціоні не повинно бути нічого крім 200 грамів вівсяної крупи, відвареної на воді. Вівсяну кашу бажано запивати відваром шипшини.
Вчені стверджують, що після невеликої порції вівсяної каші можна споживати будь-який сніданок — ковбасу, яєчню, бутерброди з будь-якою кількістю м'яса та масла. Це не завдасть шкоди організму, оскільки шарова «прокладка» з вівсяної каші не дозволить шкідливому холестерину потрапити в кров та відкластися на стінках судин.

## Приготування вівсяної каші
Вівсяною кашею для дорослих вважається каша з цілого, недробленого і нем'ятого вівсяного зерна. Поводитися з цим зерном треба так само, як із рисом. Більш того, його можна змішувати з рисом і варити разом. Пропорції сумішей довільні, але смачніше буває, коли рису трохи більше.
Таку вівсяну або вівсяно-рисову кашу, як і всяку круту, розсипчасту, можна заправляти маслом або смаженою цибулею. Дитячою вівсяною кашею вважається будь-яка каша з подрібненого, нецільного (плющеного) або меленого вівсяного зерна (толокна). Це обумовлено тим, що діти з їх ніжними слизовими порожнинами рота погано сприймають жорстку, круту, розсипчасту вівсяну кашу з її щільною оболонкою.

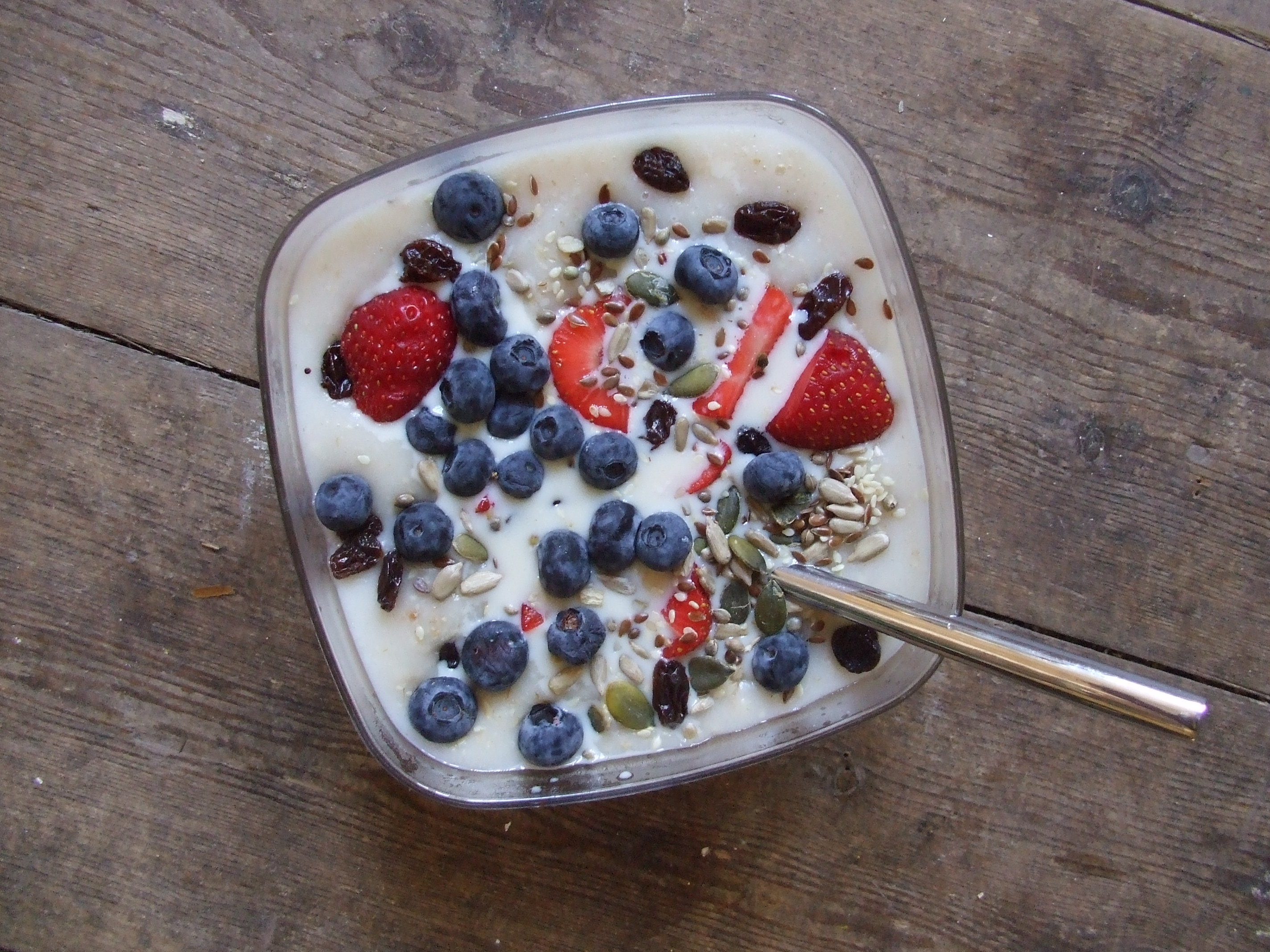
Англійський сніданок — вівсянка з ягодами

Приготування класичної англійської вівсянки потребує 3-4 столові ложки вівсяної крупи або вівсяних пластівців, зелень, фрукти, спеції, сіль, цукор або мед.
1. Розварити крупу, пластівці або толокно у воді (бажано в м'якій).
2. Пропустити кашу через друшляк або густе металеве сито аби затримати частинки, що не піддаються розварюванню — вівсяну ость, залишки лушпиння тощо.
3. Долити молока і варити доки не утвориться клейка слизиста маса (або за смаком ріденька, майже текуча кашка, яку можна навіть пити).
4. Довести кашу до смаку: підсолодити, додати цукру або меду, але так, щоб солодкість не відчувалася, а лише відбивала сируватий присмак розвареного зерна. Потім злегка ароматизувати анісом або бадьяном, корицею, а якщо їх немає, то висушеною лимонною або апельсиновою цедрою, розтертою на порошок.

Коли приємна консистенція, м'якість каші прийдуть у відповідність з приємним смаком, готова каша наливається на підігріту тарілку. Потім за смаком додають густі вершки і масло (їх вводять тільки вже у готову кашу, бо вершки не виносять кипіння — втрачають свій вершковий смак), фрукти, ягоди. Для поліпшення смаку годиться також будь-який фруктово-ягідний ароматизатор, розварений мармелад тощо.